# Phyllis Fox
Phyllis Ann Fox (* 13. März 1923 in Denver, USA; † 23. Mai 2017) war eine US-amerikanische Informatikerin und Mathematikerin.

## Leben
Phyllis Fox wurde im Bundesstaat Colorado in den Vereinigten Staaten von Amerika geboren. Nach der öffentlichen Grundschule in Denver besuchte sie das Wellesley College in Massachusetts, wo sie einen Abschluss in Mathematik machte. Ab 1948 studierte sie Elektrotechnik an der Universität Colorado und wechselte dann zum Massachusetts Institute of Technology (MIT). Dort schloss sie ihr Studium mit dem Master of Science und dem Doktor der Mathematik ab. Ihre Dissertation schrieb sie „Über die Verwendung von Koordinatenstörungen bei der Lösung physikalischer Probleme“ (On the use of coordinate perturbations in the solution of physical problems) bei Chia-Chiao Lin.
Im Jahr 1958 heiratete sie George Sternlieb, bekam 1960 und 1962 zwei Söhne und begleitete ihren Mann 1963 nach New Jersey.

## Berufliche Laufbahn
Nach ihrem Abschluss zum Bachelor im Jahr 1944 war sie zwei Jahre lang bei General Electric, zuerst als technische Assistentin, die Zahlenkolonnen addierte, dann am Projekt Differentialanalysator zur Lösung Gewöhnlicher Differentialgleichungen.
Während ihres Studiums am MIT arbeitete sie als wissenschaftliche Mitarbeiterin im Whirlwind-Team am noch unvollendeten Computer. Sie erweiterte seinen Befehlsvorrat, sodass das Programmieren von Schleifen (Loops) möglich wurde. Innerhalb von nur einem Jahr erreichte sie den Abschluss zum Master of Science. Zu diesem Zeitpunkt war sie eine von 60 Frauen von den 6000 Studenten an der Universität. Nach ihrer Dissertation wechselte sie zur Universität New York und arbeitete an Projekten für die US Atom-Energie-Kommission an der Lösung Partieller Differentialgleichungen auf einer neu erworbenen UNIVAC. In dieser Zeit wurde auch die Programmiersprache Fortran entwickelt und Fox lehrte dies neben dem Programmieren in Assembler.
Nach ihrer Hochzeit ging sie im Jahr 1958 mit ihrem Mann zurück nach Boston an das MIT. Im Team von Jay Wright Forrester beschäftigte sie sich mit der Simulationssprache Dynamo und mit John McCarthy entwickelte sie den ersten Lisp-Interpreter. Zu diesem schrieb sie 1960 die Version 1 des Handbuchs. In diese Zeit fiel auch die Umstellung der Computer-Bedienung. Waren bisher die Wissenschaftler für alle Arbeiten an den Computern zuständig, so entstanden nun die Großrechner wie IBM 704, wo Lochkartenstapel von den Operateuren über Nacht abgearbeitet wurden (closed job). Bei den Wissenschaftlern beliebter waren Minicomputer wie PDP-1, die einen direkten Zugang zu den Rechnern ermöglichten.
Als ihr Mann eine Anstellung als Außerordentlicher Professor an der Universität New Jersey in Newark erhielt, folgte sie ihm an die dortige Technische Hochschule. Sie bekam eine Anstellung als Assistentin des stellvertretenden Direktors des Rechenzentrums mit einer eigenen Sekretärin. Ihre Aufgabe war der Betrieb einer IBM 1620. Im Jahr 1971 wurde sie dort Ordentliche Professorin.
Zwei Jahre später wechselte sie zu Bell Laboratories. Hier war sie für die Erstellung der mathematischen Softwarebibliothek PORT verantwortlich. Diese ermöglichte die Portabilität von Software-Programmen. Unter der Mitwirkung von Norm Schryer, Linda Kaufman, Jim Blue, Wayne Fullerton, David Gay, Andy Hall, Wes Petersen, Stu Feldman und Barbara Ryder entstanden zwei erweiterte Versionen von PORT, ehe sie 1984 Bell verließ. Bis 1993 war sie als Beraterin von Bell Communications Research tätig.

## Tabellarischer Lebenslauf
- 1923: Geboren in Denver
- 1944: Batchelor of Arts am Wellesley College
- 1944–1946: Technische Assistentin bei General Electric in Schenectady, New York
- 1948: Batchelor of Science an der Universität Colorado
- 1949: Master of Science am Massachusetts Institute of Technology (MIT)
- 1954: Doktor der Mathematik am Massachusetts Institute of Technology (MIT)
- 1958: Hochzeit mit George Sternlieb
- 1958–1963: Entwicklung von Dynamo und Lisp am MIT in Boston
- 1963–1972: Assistentin an der Technischen Hochschule Newark in New Jersey
- 1972: Ordentliche Professorin an der Technischen Hochschule Newark in New Jersey
- 1973–1984: Bell Laboratories
- 1984–1993: Beraterin bei Bell Laboratories

## Veröffentlichungen
- The PORT Mathematical Subroutine Library, in Sources and Development of Mathematical Software, Wayne R. Cowell, Ed., Prentice Hall, NJ, 1984, Seite 346–374.
- The PORT Mathematical Subroutine Library, zusammen mit A. D. Hall und N. L. Schryer,  ACM Transactions on Mathematical Software, Vol. 4, Number 2, Juni 1978.
- A Comparative Study of Computer Programs for Integrating Differential Equations, Communications of the ACM, November 1972.
- DESUB: Integration of a First-Order System of Ordinary Differential Equations, Chapter 9 of MathematicalSoftware, John Rice, Ed. Academic Press, 1971.
- Safety in Car Following: A Computer Simulation, Newark College of Engineering, 1967. A monograph covering research carried out under Grant AC 00236, U.S. Dept of Health, Education and Welfare, May 1, 1965 – April 30, 1967.
- Digital Computer Simulation of Automobile Traffic, Traffic Quarterly, Vol. XXI, Number 1, January 1967, pp. 53-66.
- Rational Approximation on Finite Point Sets, (with A. A. Goldstein and G. Lastman), in Approximation of Functions, Proceedings of a symposium on the approximation of functions, General Motors Research Laboratories, Warren, Michigan, edited by Henry L. Garabedien, Elsevier Publishing Co., Amsterdam, 1965.
- Glossary of Terms Frequently Used in Physics and Computers, American Institute of physics, 1962.
- LISP Programmers Manual (first edition), M.I.T., 1961.
- The Solution of Hyperbolic Partial Differential Equations by Difference Methods, in Mathematical Methods for Digital Computers, edited by Anthony Ralston and Herbert Wilf, John Wiley & Sons, Inc., 1960.
- On the Numerical Solution of the Equations for Spherical Waves, (with Anthony Ralston), Journal of Mathematics and Physics, Vol. 36, No. 4, January 1958, pp. 313-328.
- Report NY0-7689, AEC Computing Facility, Institute of Mathematical Sciences, New York University:  a translation of the classic (1928) article by R. Courant, K. Friedrichs, and H. Lewy, On the Partial Difference Equations of Mathematical Physics, Mathematische Annalen, Vol. 100.
- Perturbation Theory of Wave Propagation Based on the Method of Characteristics, Journal of Mathematics and Physics, Vol. 34, No. 3, October 1055, pp. 133-151 (doctoral dissertation).
- Propagation of Shock Waves in the Generalized Roche Model, (with P. A. Carrus, Felix Haas and Zdenek Kopal). The Astrophysical Journal, Vol. 113, No 1, January 1951, pp. 193-209.
- Propagation of Shock Waves in a Stellar Model with Continuous Density Distribution, (with P.A. Carrus, Felix Haas and Zdenek Kopal), The Astrophysical Journal, Vol. 113, No. 3 May 1951, pp. 496-518.
- The Solution of Power-Network Problems on Large-Scale Digital Computers, M.I.T. Servomechanisms Laboratory Report R-169 (master’s thesis), June 1949.